# Troisième circonscription de la préfecture de Kyoto
La troisième circonscription de la préfecture de Kyoto (京都府第3区, Kyōto-fu dai-san-ku) est l'une des six circonscriptions législatives que compte la préfecture de Kyoto au Japon.

## Description géographique
La troisième circonscription de la préfecture de Kyoto regroupe l'arrondissement de Fushimi de la ville de Kyoto, les villes de Mukō et Nagaokakyō et le district d'Otokuni,.

## Députés
| Législature | Début de mandat | Fin de mandat | Député élu             | Parti politique | Parti politique |
| ----------- | --------------- | ------------- | ---------------------- | --------------- | --------------- |
| 41e         | 1996            | 2000          | Iwao Teramae (ja)      |                 | PCJ             |
| 42e         | 2000            | 2003          | Shigehiko Okuyama (ja) |                 | PLD             |
| 43e         | 2003            | 2005          | Kenta Izumi            |                 | PDJ             |
| 44e         | 2005            | 2009          | Kenta Izumi            |                 | PDJ             |
| 45e         | 2009            | 2012          | Kenta Izumi            |                 | PDJ             |
| 46e         | 2012            | 2014          | Kensuke Miyazaki (ja)  |                 | PLD             |
| 47e         | 2014            | 2016          | Kensuke Miyazaki (ja)  |                 | PLD             |
| 47e         | 2016            | 2017          | Kenta Izumi            |                 | PDP             |
| 48e         | 2017            | 2021          | Kenta Izumi            |                 | PE              |
| 49e         | 2021            | 2024          | Kenta Izumi            |                 | PDC             |
| 50e         | 2024            | -             | Kenta Izumi            |                 | PDC             |